# Osório (Rio Grande do Sul)
Osório ist eine Stadt mit 45.557 Einwohnern (Stand: 2018) im Bundesstaat Rio Grande do Sul im Süden Brasiliens. Sie liegt etwa 95 km östlich von Porto Alegre. Benachbart sind die Orte Imbé, Tramandaí, Cidreira, Capivari do Sul, Santo Antônio da Patrulha, Caraá, Maquiné, Xangri-lá. 

## Söhne und Töchter der Stadt
- Yann Rolim (* 1995), Fußballspieler
- Victor Bobsin Pereira (* 2000), brasilianisch-spanischer Fußballspieler

## Bistum Osório
- Bistum Osório